# Ilokelesia
Ilokelesia aguadagrandensis
Genre
Espèce
Ilokelesia est un genre fossile de dinosaures théropodes du Crétacé supérieur retrouvé en 1991 en Argentine.
L'espèce type et seule espèce, Ilokelesia aguadagradensis, a été décrite par Rodolfo A. Coria et Leonardo Salgado en 1998. Le nom générique est tiré du mapuche ilo (« chaire ») et kelesio (« lézard »), alors que le nom spécifique est tiré de Aguada Grande, l'endroit où les fossiles ont été retrouvés.
Le genre est basé sur un spécimen retrouvé dans des strates datées du Cénomanien de la formation géologique de Río Limay du groupe de Neuquén (en), près de Plaza Huincul.
En 2009, Ilokelesia est classé chez les Abelisauridae.